# Proctacanthus xanthopterus
Proctacanthus xanthopterus är en tvåvingeart som först beskrevs av Christian Rudolph Wilhelm Wiedemann 1828.  Proctacanthus xanthopterus ingår i släktet Proctacanthus och familjen rovflugor. Inga underarter finns listade i Catalogue of Life.